# Alexei Miltsjakov
Alexei Miltsjakov (Russisch: Алексей Мильчаков) (Leningrad, 30 april 1991) is een Russische neonazi, vermoedelijke oorlogsmisdadiger en medeleider en medeoprichter van de DShRG Rusich eenheid van de Wagnergroep. Hij is onder sancties geplaatst door de Verenigde Staten, de Europese Unie, het Verenigd Koninkrijk, Canada en andere landen. Miltsjakov wordt in verband gebracht met gruweldaden in Syrië en Oekraïne en is beschreven als "het symbool van vechtende Russische neonazi's in de Donbass".

## Biografie
Hij werd geboren in Leningrad. Miltsjakov noemt zichzelf een fan van FC Zenit.

### Dierenmishandeling
Miltsjakov kwam eerst in het oog van het publiek nadat hij zichzelf filmde tijdens het martelen en onthoofden van een puppy in 2011. Hij publiceerde de beelden zelf online. Er werd een petitie gestart om hem hiervoor verantwoordelijk te houden, deze werd getekend door 5500 mensen. Tegelijkertijd spraken dierenrechtenactivisten met FC Zenit-supporters om hun een oordeel te laten geven over de acties van Miltsjakov. Via het sociaal media platform VK riep hij ook op tot het doden van daklozen, puppy's en kinderen.

### Oorlog in Oost-Oekraïne
Miltsjakov nam als vrijwilliger deel aan de Oorlog in Oost-Oekraïne vanaf 2014. Hij zei later dat hij wilde doden. Volgens zijn eigen uitspraken vormde Miltsjakov samen met Jan Petrovski in de zomer van 2014 de Rusich eenheid nadat hij een paramilitair trainingsprogramma van het Russische Imperiale Legioen had doorlopen. Hij schepte openlijk op over het fotograferen van de verminkte en verbrande lichamen van gesneuvelde Oekraïners van het paramilitaire Aider bataljon in 2014. Miltsjakov zou de oren van Oekraïense lijken hebben afgesneden en hakenkruizen op hun gezicht hebben gekrast. In 2015 kwam hij onder sancties van de Europese Unie, het Verenigd Koninkrijk en Canada. Hij gebruikte de bijnamen "Fritz" en "Serb".
In een video uit 2020 beschreef Miltsjakov zichzelf als een "nazi". Hij zei: "Ik ga niet diep gaan en zeggen, ik ben een nationalist, een patriot, een imperialist, enzovoort. Ik zal het ronduit zeggen: ik ben een nazi."
In augustus 2022 publiceerde Nexta een tweet met beelden waar Miltsjakov in Oekraïne te zien is. Volgens de Duitse inlichtingendienst is Miltsjakov vermoedelijk gewond geraakt tijdens de Russische invasie van Oekraïne.